# Alpe (Wiehl)
Alpe im Oberbergischen Kreis ist eine von 51 Ortschaften der Stadt Wiehl im Regierungsbezirk Köln in Nordrhein-Westfalen.

## Lage und Beschreibung
Der Ort liegt zwischen den Orten Morkepütz im Norden und Oberholzen im Süden an der Landesstraße L 341 und ist in Luftlinie rund 3 Kilometer nordöstlich vom Stadtzentrum von Wiehl entfernt. Alpe liegt südlich der Bundesautobahn 4.

## Geschichte
1553 wurde der Ort das erste Mal urkundlich erwähnt, und zwar wird „Tryn in der Ailpenn“ in einer Wechselurkunde Berg – Sayn genannt. Die Schreibweise der Erstnennung war in den Ailpenn . Die Namensgrundform lautete *Alapa und setzt sich zusammen aus der germanischen Silbe *al- mit der Bedeutung 'anschwellend, überflutend' sowie der Endung -apa.
Die A.-Mercator-Karte aus dem Jahr 1575 nennt den Ort in der Olpen.
Im Futterhaferzettel der Herrschaft Homburg von 1580 werden als abgabepflichtig In der Alpe sieben „Bergische Untertanen“ gezählt.
In den Wirren des Zweiten Weltkrieges wird in einer Fremdenpension für zahlreiche Evakuierte aus den bombardierten Städten an Rhein und Wupper notdürftig Quartier geschaffen. Einige Familien fassen danach auf Dauer in der Gegend um Alpe Fuß.
Im Ort ist noch im Jahr 2019 einer der selten gewordenen landwirtschaftlichen Vollerwerbsbetriebe für Vieh- und Milchwirtschaft erhalten.

## Freizeit
Folgende Wanderstrecken, Wanderwege und Radwege durchlaufen den Ort:
- der Lenne-Sieg-Weg X11, eine Hauptwanderstrecke des Sauerländischen Gebirgsvereins
- der Wiehler Ortsrundwanderweg O
- der Marienhagener Ortsrundwanderweg A3
- der Radweg R20